# Raven Symoné
Raven-Symoné Christina Pearman, bolje poznana kot Raven Symoné ali Raven, ameriška televizijska in filmska igralka, tekstopiska, pevka, plesalka, producentka in modna oblikovalka, *10. december 1985, Atlanta, Georgia, Združene države Amerike.

## Zgodnje življenje
Raven-Symoné Christina Pearman se je rodila 10. decembra 1985 v Atlanti, Georgia, Združene države Amerike kot hči Lydie (rojene Gaulden) in Christopherja B. Pearmana. Odraščala je v Ossiningu, New York in se šolala na Park School.

## Kariera

### Igranje
Svojo igralsko kariero je Raven Symoné začela leta 1989 v televizijski seriji Cosby, kjer je igrala pastorko Denise Huxtable (Lisa Bonet), Olivio. Pravzaprav se je najprej prijavila na avdicijo za vlogo v filmu Billa Cosbyja Gosth Dad, vendar je bila premlada, da bi vlogo dobila. Cosbyju pa je prirasla k srcu in zato so ji ponudili vlogo Olivie Kendall v seriji. V seriji je igrala do leta 1992. Leta 1989 je igrala tudi v A Different World.
Leta 1990 igra v The Muppets at Walt Disney World, leta 1992 v Princ z Bel Aira, leta 1993 pa v Queen: The Story of an American Family, Blindsided in Hangin' with Mr. Cooper, kjer je igrala Nicole Lee (serijo je nehala snemati leta 1997).
Leta 1994 jo lahko vidimo v The Little Rascals, leta 1995 v Happily Ever After: Fairy Tales for Every Child, leta 1996 pa v Bill Nye the Science Guy.
Leta 1997 smo jo lahko opazili v Space Ghost Coast to Coast, leta 1998 v filmu Dr. Dolittle, leta 1999 pa v Zenon: Girl of the 21st Century.
Leta 2001 je igrala v My Wife and Kids, The Proud Family in Dr. Dolittle 2, leta 2002 v Kim Possible (glas je posodila Monique, ki je nastopala do leta 2007) in 	The Weakest Link, leta 2003 pa v That's So Raven (do leta 2007), The Cheetah Girls in Kim Possible: A Sitch in Time.
Leta 2004 jo lahko opazimo Princeskin dnevnik 2:Kraljevska zaroka, Fat Albert, Zenon: Z3 in Fillmore!, leta 2005 v Higglytown Heroes, 50 Cutest Child Stars: All Grown Up in Kim Possible: So the Drama, leta 2006 pa v 	Everyone's Hero, Good Morning America in Paglavca v hotelu.
Leta 2007 je zaigrala v Live with Regis and Kelly in Cory in the House, leta 2008 v 	WrestleMania XXIV, American Dad!, Celebrity Family Feud, Chelsea Lately, The Bonnie Hunt Show, The Ellen DeGeneres Show, Tinker Bell in College Road Trip, letos pa smo jo lahko videli v Tinker Bell and the Lost Treasure, Good Hair, The Morning Show with Mike and Juliet, Progressive Skating and Gymnastics Spectacular, An Evening of Stars: Tribute to Patti LaBelle in The Today Show.
Leta 2010 bo v kinematografe prišel film Tinker Bell: A Midsummer Storm, v katerem igra tudi ona.

### Glasbena kariera
Raven Symoné je svoj prvi album (Here's to New Dreams) posnela leta 1993 in v njem sta bili pesmi »That's What Little Girls Are Made Of« in »Raven Is the Flavor«, temu pa je leta 1999 sledil še album Undeniable, v katerem je bila pesem »With a Child's Heart«. Leta 2003 je prišel še album The Cheetah Girls, s pesmimi »Girl Power«, »Cinderella« in »Cheetah Sisters«. Leta 2004 je izšel album This Is My Time s pesmimi »Grazing in the Grass«, »Bump« in »Backflip« in album That's so Raven s pesmimi »Supernatural«, »Shine« in »That's So Raven (Theme Song)«, leta 2006 pa je posnela album Raven-Symoné (pesmi: »Double Dutch Bus« in »Anti-Love Song«) in album The Cheetah Girls 2 (pesmi: »The Party's Just Begun«, »Strut«, »Step Up«, »Amigas Cheetahs« ter That's so Raven Too! (pesmi: »Some Call It Magic« in »Let's Stick Together«).

## Filmografija
| Filmi                      | Filmi                                           | Filmi                                           | Filmi                                                                                 |
| Leto                       | Film                                            | Vloga                                           | Opombe                                                                                |
| -------------------------- | ----------------------------------------------- | ----------------------------------------------- | ------------------------------------------------------------------------------------- |
| 1994                       | The Little Rascals                              | Stymiejevo dekle                                |                                                                                       |
| 1998                       | Dr. Dolittle                                    | Charisse Dolittle                               |                                                                                       |
| 2001                       | Dr. Dolittle 2                                  | Charisse Dolittle                               |                                                                                       |
| 2003                       | Kim Possible: A Sitch in Time                   | Monique                                         | glas                                                                                  |
| 2004                       | Princeskin dnevnik 2:Kraljevska zaroka          | Princesa Asana                                  |                                                                                       |
| 2004                       | Fat Albert                                      | Danielle                                        | glas                                                                                  |
| 2005                       | Kim Possible: So the Drama                      | Monique                                         | glas                                                                                  |
| 2006                       | Everyone's Hero                                 | Marti Brewster                                  | glas                                                                                  |
| 2008                       | College Road Trip                               | Melanie Porter                                  |                                                                                       |
| 2008                       | Tinker Bell                                     | Iridessa                                        | glas                                                                                  |
| 2009                       | Tinker Bell and the Lost Treasure               | Iridessa                                        | glas, post-produkcija                                                                 |
| 2009                       | Good Hair                                       | Ona                                             |                                                                                       |
| 2010                       | Tinker Bell: A Midsummer Storm                  | Iridessa, v produkciji                          |                                                                                       |
| Televizijski filmi         |                                                 |                                                 |                                                                                       |
| Leto                       | Naslov                                          | Vloga                                           | Kanal                                                                                 |
| 1999                       | Zenon: Girl of the 21st Century                 | Nebula Wade                                     | Disney Channel                                                                        |
| 2003                       | The Cheetah Girls                               | Galleria »Bubbles« Garibaldi                    | Disney Channel                                                                        |
| 2004                       | Zenon: Z3                                       | Nebula Wade                                     | Disney Channel                                                                        |
| 2006                       | For One Night                                   | Brianna McCallister                             | Lifetime Movie                                                                        |
| 2006                       | The Cheetah Girls 2                             | Galleria »Bubbles« Garibaldi                    | Disney Channel                                                                        |
| Televizija                 |                                                 |                                                 |                                                                                       |
| Leto                       | Naslov                                          | Vloga                                           | Opombe                                                                                |
| 1989–1992                  | Cosby                                           | Olivia Kendall                                  | Sezone 6–8                                                                            |
| 1993–1997                  | Hangin' with Mr. Cooper                         | Nicole Lee                                      | Sezone 2–5                                                                            |
| 2002–2007                  | Kim Possible                                    | Monique                                         | glas                                                                                  |
| 2003–2007                  | That's So Raven                                 | Raven Baxter                                    | Glavna vloga                                                                          |
| Kratki televizijski pojavi |                                                 |                                                 |                                                                                       |
| Leto                       | Naslov                                          | Vloga                                           | Opombe                                                                                |
| 1989                       | A Different World                               | Olivia Kendall                                  | »Forever Hold Your Peace« (epizoda 5, sezona 3)                                       |
| 1990                       | The Muppets at Walt Disney World                | Mlado dekle                                     |                                                                                       |
| 1992                       | Princ z Bel-Aira                                | Claudia                                         | »Vying for Attention« (epizoda 21, sezona 2)                                          |
| 1993                       | Blindsided                                      | pevka                                           |                                                                                       |
| 1993                       | Queen: The Story of an American Family          | petletna Queen                                  |                                                                                       |
| 1995                       | Happily Ever After: Fairy Tales for Every Child | Olivia/Zoe (glas)                               | »The Princess and the Pauper«                                                         |
| 1995                       | Happily Ever After: Fairy Tales for Every Child | Goldilocks (glas)                               | »Goldilocks and the Three Bears«                                                      |
| 1996                       | Bill Nye the Science Guy                        | Ona                                             | »Human Transportation« (epizoda 56, sezona 3)                                         |
| 1997                       | Space Ghost Coast to Coast                      | Ona                                             | »Piledriver« (epizoda 51)                                                             |
| 2001                       | My Wife and Kids                                | Charmaine                                       | - »Mom's Away« (epizoda 1, sezona 2) - »Mom's Away (drugi del)« (epizoda 2, season 2) |
| 2001                       | The Proud Family                                | Stephanie (voice)                               | »Seven Days of Kwanzaa« (epizoda 11, sezona 1)                                        |
| 2002                       | The Weakest Link                                | Ona                                             |                                                                                       |
| 2004                       | Fillmore!                                       | Maryanne Greene (glas) Alexandria Quarry (glas) | - »Code Name: Electric Haircut« (epizoda 9, sezona 2)                                 |
| 2005                       | Higglytown Heroes                               | Playground Monitor Hero (glas)                  | - »Wayne's Ripping Adventure/Meet Eubie's Cousin« (epizoda 14, sezona 1)              |
| 2005                       | 50 Cutest Child Stars: All Grown Up             | Ona                                             |                                                                                       |
| 2006                       | Paglavca v hotelu                               | Raven Baxter                                    | »That's So Suite Life of Hannah Montana« (epizoda 20, sezona 2)                       |
| 2006                       | Good Morning America                            | Ona                                             | “The Party’s Just Begun” skupaj z The Cheetah Girls                                   |
| 2007                       | Cory in the House                               | Raven Baxter                                    | »That's So in the House« epizoda                                                      |
| 2007                       | Live with Regis and Kelly                       | Ona                                             | »Friends« skupaj z Anneliese Van Der Pol                                              |
| 2008                       | WrestleMania XXIV                               | Ona                                             |                                                                                       |
| 2008                       | American Dad!                                   | Katie Wife                                      | »Office Spaceman« (epizoda 14, sezona 3) »Stanny Slickers II« (epizoda 15, sezona 3)  |
| 2008                       | Celebrity Family Feud                           | Ona                                             |                                                                                       |
| 2008                       | Chelsea Lately                                  | Ona                                             |                                                                                       |
| 2008                       | The Ellen DeGeneres Show                        | Ona                                             |                                                                                       |
| 2008                       | The Bonnie Hunt Show                            | Ona                                             |                                                                                       |
| 2009                       | The Morning Show with Mike and Juliet           | Ona                                             |                                                                                       |
| 2009                       | Progressive Skating and Gymnastics Spectacular  | Ona                                             | »What Are You Gonna Do?«, »In Your Skin«, »Keep a Friend«, »Some Call It Magic«       |
| 2009                       | An Evening of Stars: Tribute to Patti LaBelle   | Ona                                             |                                                                                       |
| 2009                       | The Today Show                                  | Ona                                             |                                                                                       |

## Diskografija
| Studio albumi - 1993: Here's to New Dreams - 1999: Undeniable - 2004: This Is My Time - 2008: Raven-Symoné DVD-ji - 2008: Raven-Symoné Presents | Pesmi - 2003: The Cheetah Girls - 2004: That's So Raven - 2006: That's So Raven Too! - 2006: The Cheetah Girls 2 Turneje - 2006: This Is My Time Tour - 2008/2009: Raven-Symoné: Live in Concert Tour |

## Nagrade in nominacije
| Leto | Rezultat   | Nagrada                               | Kategorija                                                                      | Nominirano delo                 |
| ---- | ---------- | ------------------------------------- | ------------------------------------------------------------------------------- | ------------------------------- |
| 1990 | nominirana | Young Artist Awards                   | Outstanding Performance by an Actress Under Nine Years of Age                   | Cosby                           |
| 1991 | dobila     | Young Artist Awards                   | Exceptional Performance by a Young Actress                                      | Cosby                           |
| 1993 | nominirana | Young Artist Awards                   | Outstanding Actress Under Ten in a Television Series                            | Cosby                           |
| 1994 | nominirana | Young Artist Awards                   | Best Youth Comedienne                                                           | Hangin' With Mr. Cooper         |
| 1996 | nominirana | NAACP Image Awards                    | Outstanding Youth Actor/Actress                                                 | Hangin' With Mr. Cooper         |
| 1999 | nominirana | Young Star Awards                     | Best Performance by a Young Actress in a Mini-Series/Made for TV Film           | Zenon: Girl of the 21st Century |
| 2004 | dobila     | Nickelodeon Kids' Choice Awards       | Favorite TV Actress                                                             | That's So Raven                 |
| 2004 | dobila     | NAACP Image Awards                    | Outstanding Performance in a Youth/Children's Series/Special                    | That's So Raven                 |
| 2004 | dobila     | Black Reel                            | Outstanding Lead Actress in a Comedy Series                                     | The Cheetah Girls               |
| 2004 | nominirana | BET Comedy Awards                     | Outstanding Lead Actress in a Comedy Series                                     | That's So Raven                 |
| 2004 | nominirana | Teen Choice Awards                    | Choice TV Actress — Comedy                                                      | That's So Raven                 |
| 2005 | dobila     | Nickelodeon Kids' Choice Awards       | Favorite TV Actress                                                             | That's So Raven                 |
| 2005 | dobila     | NAACP Image Awards                    | Outstanding Performance in a Youth/Children's Series/Special                    | That's So Raven                 |
| 2005 | dobila     | Radio Disney Music Awards             | Best Actor/Actress-Turned-Singer                                                |                                 |
| 2005 | nominirana | BET Comedy Awards                     | Outstanding Lead Actress in a Comedy Series                                     | That's So Raven                 |
| 2005 | nominirana | Teen Choice Awards                    | Choice TV Actress — Comedy                                                      | That's So Raven                 |
| 2005 | nominirana | BET Comedy Awards                     | Best Performance in an Animated Theatrical Film                                 | Kim Possible: So the Drama      |
| 2006 | dobila     | NAACP Image Awards                    | Outstanding Performance in a Youth/Children's Series/Special                    | That's So Raven                 |
| 2006 | dobila     | NAACP Image Awards                    | Junior Achievement Outstanding Performance in a Youth/Children's Series/Special | That's So Raven                 |
| 2006 | dobila     | Teen Choice Awards                    | Choice TV Actress — Comedy                                                      | That's So Raven                 |
| 2006 | nominirana | Nickelodeon Kids' Choice Awards       | Favorite TV Actress                                                             | That's So Raven                 |
| 2007 | dobila     | NAACP Image Awards                    | Outstanding Performance in a Youth/Children's Series/Special                    | That's So Raven                 |
| 2007 | dobila     | NAMIC Vision Awards                   | 2007 North Star Award (top award)                                               |                                 |
| 2007 | nominirana | NAACP Image Awards                    | Outstanding Actress in a Comedy Series                                          | That's So Raven                 |
| 2007 | nominirana | Radio Disney Music Awards             | Favorite TV Star Who Sings                                                      |                                 |
| 2007 | nominirana | Nickelodeon Kids' Choice Awards       | Favorite TV Actress                                                             | That's So Raven                 |
| 2008 | dobila     | NAACP Image Award                     | Outstanding Performance in a Youth/Children's Program — Series or Special       | That's So Raven                 |
| 2008 | dobila     | NAACP Image Award                     | Outstanding Performance Program                                                 | That's So Raven                 |
| 2008 | nominirana | Nickelodeon Kids' Choice Awards       | Favorite TV Actress                                                             | That's So Raven                 |
| 2008 | nominirana | Teen Choice Awards                    | Choice Summer Comedy Movie/Performance                                          | College Road Trip               |
| 2008 | dobila     | Summer Fort Myers Beach Film Festival | »Fav Summer Teen Flick Comedy«                                                  | College Road Trip               |
| 2009 | dobila     | Trumpet Awards                        | Trumpet Awards Honorees - Pinnacle Award                                        |                                 |